# Suite en quatuor
La Suite en quatuor, op. 55, est une œuvre pour flûte, violon, alto et piano de Charles Koechlin composée entre 1911 et 1915.

## Présentation
La Suite en quatuor est composée entre 1911 et 1915.
L'œuvre consiste en une suite de trois mouvements pour un quatuor constitué d'une flûte, un violon, un alto et un piano. Les mouvements deux et trois sont basés sur des esquisses du compositeur destinées à une seconde sonate pour flûte et piano (entre 1911 et 1913) qui ne verra pas le jour.
La Suite en quatuor est créée à Paris, salle de l'École normale (78 rue Cardinet), le 25 mars 1931, lors d'un concert de la Société musicale indépendante, par M. Trembelland (flûte), Mme Fernande Capelle (violon), Mme Gisèle Cluzet (alto) et Jeanne Herscher-Clément (piano).
La partition est publiée par Eschig en 1978.

## Structure et analyse
La Suite en quatuor, d'une durée moyenne d'exécution de onze minutes environ, comprend trois mouvements, :
1. Moderato quasi andante , à quatre temps (noté ) ;
2. Andante quasi adagio, à 
 ;
3. Final : Allegro con moto Bien décidé, à 
.

Les trois mouvements présentent de nombreux changements de mesure. Charles Koechlin écrit à propos de sa partition : « C'est surtout le no 3 qui, par ses rythmes, appelle la danse, mais on pourrait trouver des danses lentes sur les no 1 et no 2 ; il faudrait de la plastique plutôt que des danses classiques, rien de la gavotte ni du menuet etc. Ce serait à voir avec quelque école de gymnastique rythmée ou une Isadora Duncan ou des Russes ».
Otfrid Nies relève que le premier mouvement « s'écoule dans une harmonie flottante, aux modulations libres, aucun ancrage sur la tonique ne bride son mouvement calme et constant », avant d'atteindre son but « dans un mi grave avec une quinte harmonique vide ».
Le deuxième mouvement utilise « un motif qui est évoqué en passant dans le premier mouvement et qui se compose d'un segment de gamme descendante servant de thème ostinato ». Le thème est présenté en alternance par les quatre instruments et « change sans cesse de coloration comme s'il était perçu à chaque fois sous un angle un peu différent. En même temps, il est soumis à une interprétation harmonique constamment renouvelé tout au long du mouvement, mais il est aussi raccourci et rallongé ».
Le final de la Suite , conformément au commentaire du compositeur, est « un être dansant à cinq jambes qui saura ne pas perdre la cadence malgré le déplacement continuel de l'accentuation. Cette pièce, avec sa mélodie apparemment simple, de type chant populaire, tire tout son charme de cette irritation rythmique ».
La partition porte le numéro d'opus 55 dans le catalogue des œuvres de Charles Koechlin.

## Discographie
- Charles Koechlin : Musique de chambre, CD 2, Tatjana Ruhland (flûte), Mila Georgieva (violon), Ingrid Philippi (alto) et Yaara Tal (piano), SWR Music SWR19047CD, 2017[6],[7], premier enregistrement mondial.

### Monographies
- Aude Caillet, Charles Koechlin : L'Art de la liberté, Anglet, Séguier, coll. « Carré Musique », 2001, 214 p. (ISBN 2-84049-255-5).
- Robert Orledge, Charles Koechlin (1867-1950) His Life and Works, Harwood Academic Publishers, 1989, 457 p. (ISBN 3-7186-4898-9).